# Isabelle Berro

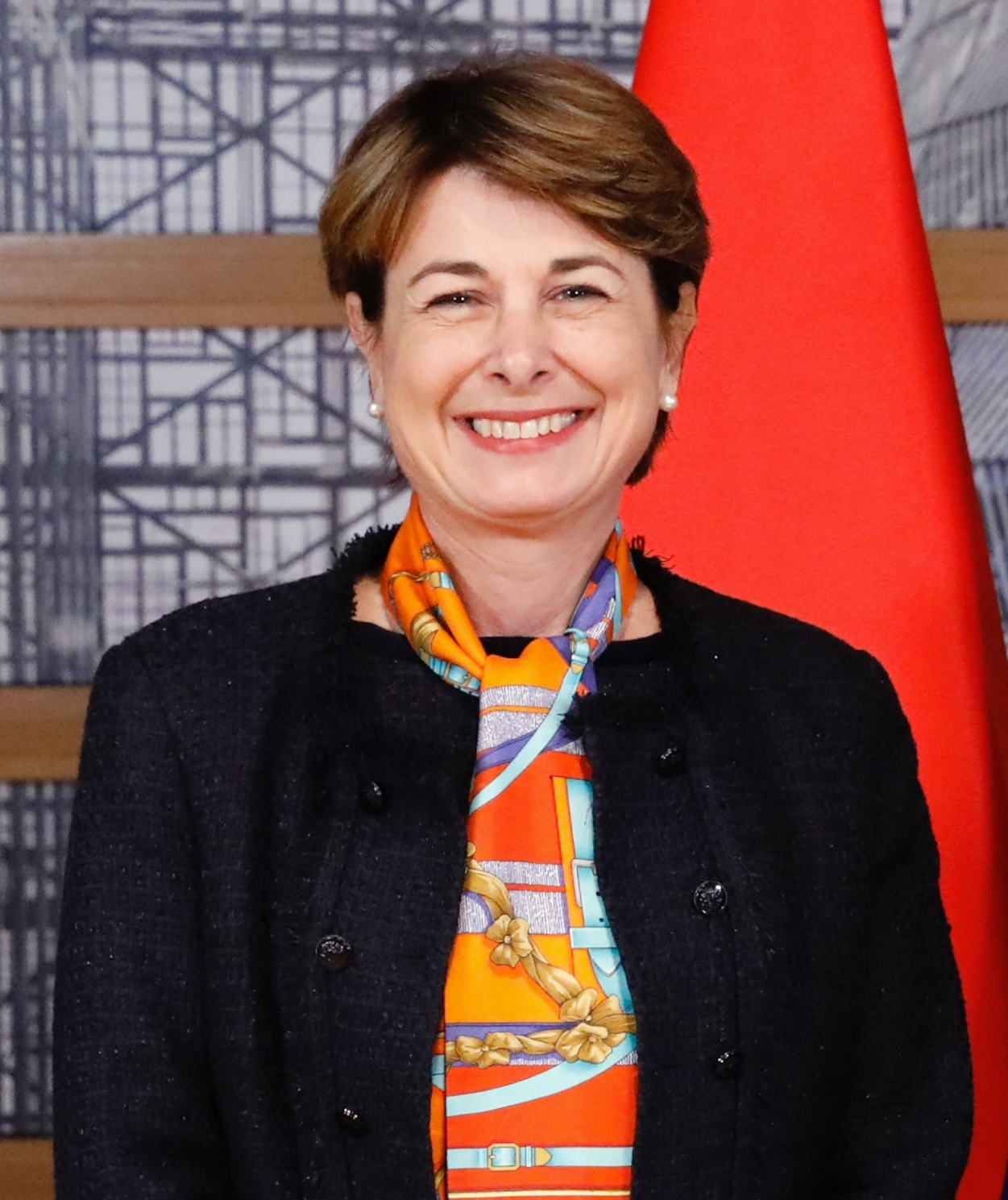
Isabelle Berro (2020)

Isabelle Berro-Amadeï (* 24. Oktober 1965 in Monaco; vormals Isabelle Berro-Lefèvre) ist eine monegassische Juristin. Seit 17. Januar 2022 ist sie Regierungsrätin für Außenbeziehungen und Zusammenarbeit sowie seit Januar 2025 kommissarische Staatsministerin von Monaco.

## Leben

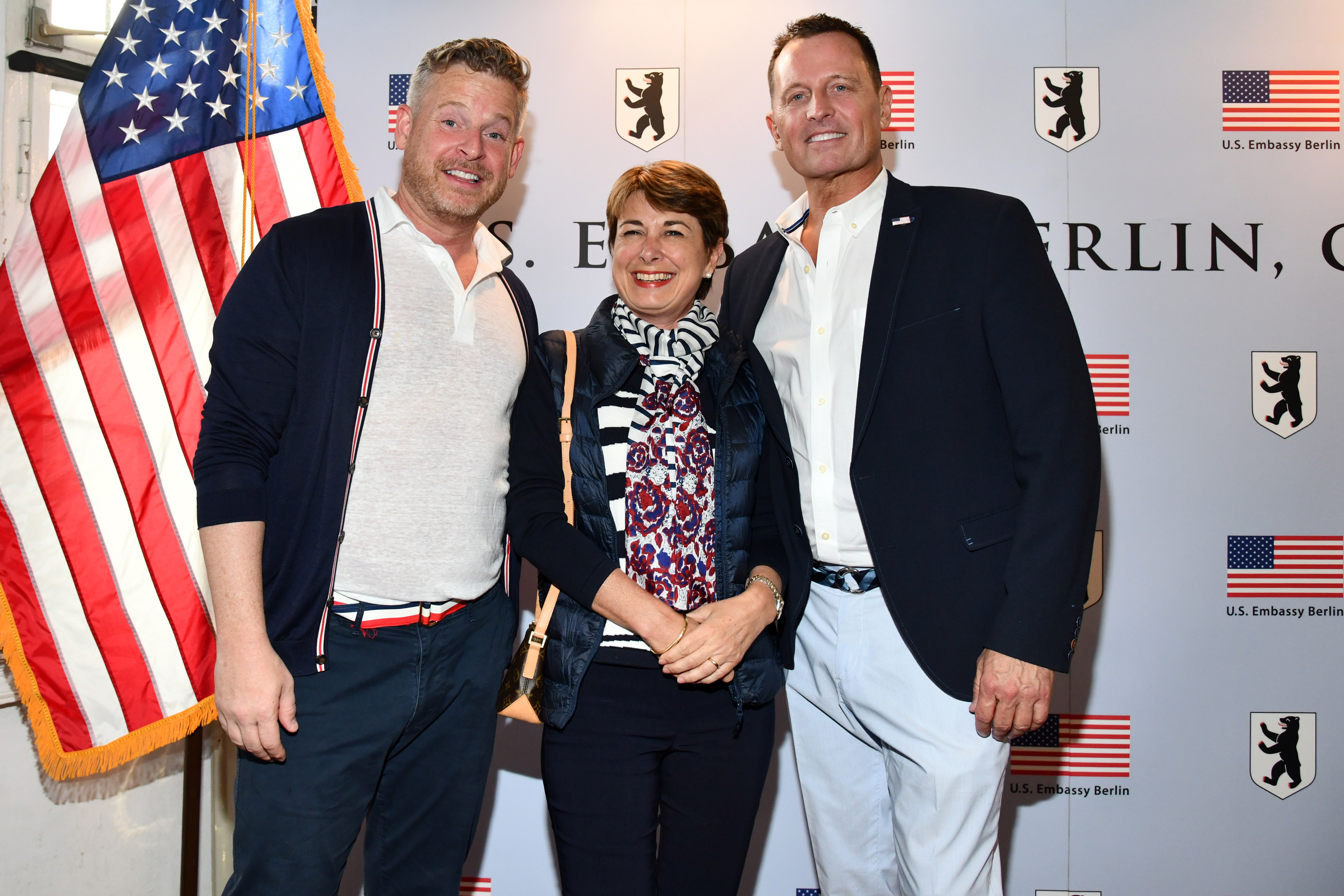
Isabelle Berro (2018), mit dem US-Botschafter Richard Grenell (rechts) und Matt Lashey

Berro-Lefèvre studierte von 1984 bis 1987 an der Universität Nizza Sophia-Antipolis Rechtswissenschaft. Anschließend führte sie ihre juristische Ausbildung bis 1989 an der École nationale de la magistrature in Paris fort. Das Praktikum absolvierte sie am Tribunal de Grande Instance in Carcassonne.
Im Oktober 1989 trat sie eine Stelle als Rechtsangestellte bei der Direction des Services Judiciaires an, die für die Verwaltung der monegassischen Justiz zuständig ist. In dieser Funktion organisierte sie die Umstrukturierung der Aufsichtsbehörde für das Gefängnis von Monaco, die vom Innenministerium in die Direction des Services Judiciaires verlegt wurde, und war für den Erlass eines Strafvollzugsgesetzes verantwortlich.
Ab Dezember 1990 wirkte sie als Richterin am Gericht erster Instanz von Monaco. Dort übernahm sie im Januar 2000 das Amt eines „Premier Juge“. Von 2006 bis 2015 war sie am Europäischen Gerichtshof für Menschenrechte tätig. Sie war der erste Richter, den Monaco in den Gerichtshof entsendet hat. Am 1. November 2012 wurde ihr die Präsidentschaft der ersten Sektion übertragen.
Sie ist Mitglied des Beirats der Europäischen Richter. Im Jahr 2005 wurde ihr der Orden des heiligen Karl (Klasse „Ritter“) verliehen.
Fürst Albert II. von Monaco ernannte Berro Anfang 2022 als erste Frau in den fünfköpfigen Regierungsrat des Fürstentums. Sie übernahm als Nachfolgerin Laurent Anselmis die Leitung des Departements für Außenbeziehungen und Zusammenarbeit (entspricht dem Amt einer Außenministerin). Nach dem Tod des Staatsministers Didier Guillaume am 17. Januar 2025 übernahm sie interimsweise auch dessen Amt und ist somit bis zur Amtseinführung des neuen Staatsministers Christophe Mirmand am 21. Juli 2025 geschäftsführende Regierungschefin Monacos.